# NGC 1313A
NGC 1313A (другие обозначения — ESO 83-1, IRAS03195-6652, PGC 12457) — спиральная галактика с перемычкой (SBb) в созвездии Сетка.
Этот объект не входит в число перечисленных в оригинальной редакции «Нового общего каталога» и был добавлен позднее.